# 盐渎街道
盐渎街道是中华人民共和国江苏省盐城市盐都区下辖的一个街道办事处。
2014年7月，盐城市人民政府批复同意划出原新都街道的福才、刘朋、万胜、新伙、福利、野丁、兴民、伍康、兴城9个居委会区域，设立盐渎街道办事处，办事处驻盐渎路南侧万胜居委会境内。

## 行政区划
盐渎街道下辖以下村级行政区划单位：
万胜社区、刘朋社区、野丁社区、福利社区、兴民社区、新伙社区、伍康社区、兴城社区和福才社区。